# Keener (Karolina Północna)
Keener – jednostka osadnicza w Stanach Zjednoczonych, w stanie Karolina Północna, w hrabstwie Sampson.